# Mycerinopsis densepunctata
Mycerinopsis densepunctata är en skalbaggsart som beskrevs av Stefan von Breuning 1948. Mycerinopsis densepunctata ingår i släktet Mycerinopsis och familjen långhorningar. Inga underarter finns listade i Catalogue of Life.